# Ob-Jenisejkanaal
Het Ob-Jenisejkanaal (Russisch: Обь-Енисейский канал, Ob-Jenisejski kanal) , ook bekend als het Ket-Kaskanaal (Russisch: Кеть-Касский канал; Ket-Kasski kanal) is een ongebruikte waterweg die de stroomgebieden van de Ob en de Jenisej met elkaar verbindt. Het ligt in Rusland ter hoogte van Jenisejsk.

## Geografisch
De waterweg verbindt de Ket, een zijrivier van de Ob, met de Grote Kas, die deel uitmaakt van het stroomgebied van de Jenisej en maakt daarbij gebruik van hun zijrivieren en meren. De scheiding van de twee rivierbekkens, die vandaag de grens vormt tussen de oblast Tomsk en de kraj Krasnojarsk, wordt overwonnen door een acht kilometer lang, handgegraven kanaal van 20 meter breed en ruim 2 meter diep.

## Geschiedenis
Het kanaal werd aangelegd in de periode 1882-1891, maar was te ondiep en smal om te kunnen concurreren met de Transsiberische spoorweg. Plannen om het kanaal te verbeteren werden gemaakt in 1911, maar opgeborgen door het uitbreken van de Eerste Wereldoorlog. Het werd gesloten in 1921. Het kanaal werd nog één keer gebruikt in 1942 toen drie stoomboten en een sloep zich een weg baanden van de Jenisej naar de Ob, maar de doorgang was uitermate moeilijk.
Het kanaal is nu volledig verlaten door commerciële vaart. Het wordt wel af en toe nog gebruikt voor recreatieve doeleinden.

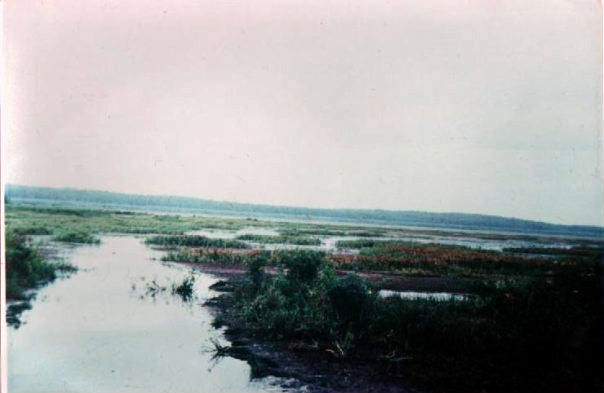
Het kanaal in 2003
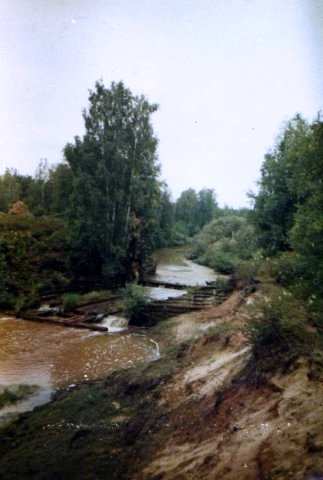
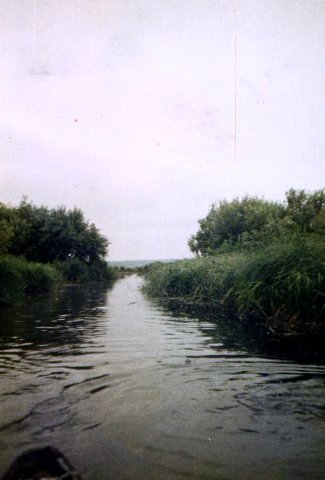
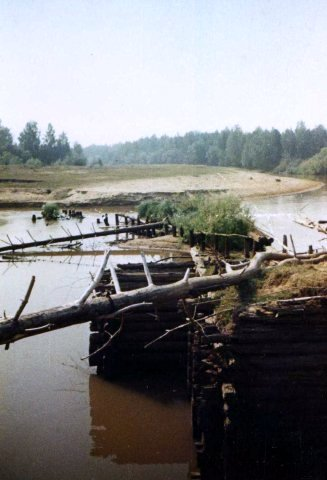